# 123gy busz (Budapest)
A budapesti 123-as (gyors 123-as) jelzésű autóbusz a Kispest, Határ út és a Dél-pesti Kórház között közlekedett. A viszonylatot a Budapesti Közlekedési Vállalat üzemeltette.

## Története
A 3-as metró Nagyvárad tér és Kőbánya-Kispest közötti szakaszának átadásával egy időben, 1980. március 30-ától a korábbi 123-as busz gyorsjáratként, meghosszabbított útvonalon 123-as jelzéssel közlekedett a Határ út és a Dél-pesti Kórház között. 1981. február 16-ától a gyorsjárati jellege megszűnt és újra 123-as jelzéssel közlekedett.

## Útvonala
| Dél-pesti Kórház felé | Kispest, Határ út felé |
| --- | --- |
| Kispest, Határ út vá. – Határ út – Mártírok útja – Temesvár utca – Ady Endre tér – Wesselényi utca – Orsolya utca – Pacsirta utca – Ritka utca – Ábrahám Géza utca – Virág Benedek utca – Köves út – Dél-pesti Kórház vá. | Dél-pesti Kórház vá. – Köves út – Virág Benedek utca – Ábrahám Géza utca – Eperjes utca – Wesselényi utca – Ady Endre tér – Temesvár utca – Mártírok útja – Határ út – Kispest, Határ út vá. |

## Megállóhelyei
| 0  | Kispest, Határ út végállomás                         | 8 | 54E, 66, 99, 99, 154, 189, 189A, 199 42, 50, 50A, 52, 52A |
| 1  | Mártírok útja (↓) Határ út (↑)                       | 7 | 52, 52A                                                   |
| 2  | Partizán utca (ma: Hitel Márton utca)                | 6 |                                                           |
| 3  | Temesvár utca (↓) Mártírok útja (↑)                  | 5 | 99, 99                                                    |
| 4  | Ady Endre tér                                        | 4 | 23, 23                                                    |
| 5  | Eperjes utca (↓) Wesselényi utca (↑)                 | 3 |                                                           |
| 6  | Szalárdi utca                                        | ∫ |                                                           |
| 7  | Pacsirta utca                                        | ∫ |                                                           |
| ∫  | Eperjes utca                                         | 2 |                                                           |
| 8  | Előd utca                                            | 1 | 59                                                        |
| 9  | Dél-pesti Kórház                                     | ∫ | 59                                                        |
| 10 | Dél-pesti Kórház (ma: Jahn Ferenc Kórház) végállomás | 0 | 59                                                        |